# Entypoma suspiciosum
Entypoma suspiciosum är en stekelart som först beskrevs av Forster 1871.  Entypoma suspiciosum ingår i släktet Entypoma och familjen brokparasitsteklar. Arten är reproducerande i Sverige. Inga underarter finns listade i Catalogue of Life.